# Fisher-Gletscher
Der Fisher-Gletscher ist ein rund 160 km langer Gletscher im ostantarktischen Mac-Robertson-Land. Er fließt in östlicher Richtung entlang der Nordflanken des Mount Menzies und des Mount Rubin, um östlich des Mount Stinear in den Hauptstrom des Lambert-Gletschers zu münden.
Gesichtet wurde er 1957 bei einem Überflug im Rahmen der Australian National Antarctic Research Expeditions unter der Leitung von Keith Benson Mather (1922–2003). Das Antarctic Names Committee of Australia (ANCA) benannte ihn nach Norman Henry Fisher (1909–2007), leitender Geologe des Bureau of Mineral Resources des Australian Department of National Development.